# Grow a Garden
Grow a Garden — це багатокористувацький симулятор фермерської діяльності, випущений на ігровій платформі Roblox 26 березня 2025 року. Він відомий за свою кількість одночасних гравців, де 21 червня 2025 року, на день «літнього оновлення» — грали 21.3 мільйони. Це зробило гру рекордною за кількістю активних гравців в історії відеоігор.

## Ігровий процес
На початку гравці купують насіння, щоб засадити свій сад. Коли рослини дозрівають, їх можна продати за шекелі — давню ігрову валюту, яку використовують для придбання нових і вдосконалених видів насіння.
У грі також доступні додаткові функції, такі як магазин домашніх тварин та крамниця спорядження.

## Історія та популярність
Гру оригінально створив анонімний розробник під нікнеймом «BMWLux». У квітні 2025, заснована розробником Jandel, коли гра ще мала 1,000 одночасних гравців. За словами Jandel'a, половина гри належить оригінальному розробнику.
Згодом Do Big Studios, компанія з Флориди, що спеціалізується на розробці ігор для Roblox, також отримала малу частку у грі. Водночас Do Big Studios зазнала критики за надмірну монетизацію, яку було впроваджено після частки.
18 травня гра отримала оновлення під назвою «Blood Moon», після чого було побито попередній рекорд одночасної кількості гравців (CCU) для ігор на Roblox, який раніше утримувала Blox Fruits.
Після запуску оновлення «Bizzy Bees» 31 травня гра досягла пікового значення понад 11,7 мільйона одночасних гравців, згідно з даними RoMonitor. 21 червня відбулося масштабне «Summer Update», яке додало нове насіння, косметику та івенти; в той день гра сягнула рекордних 21 мільйона CCU. Якщо наведені показники є точними, гра встановила абсолютний рекорд CCU в історії відеоігор.
Jandel говорить, близько 35 % аудиторії гри становлять користувачі віком до 13 років Час від часу виникають випадкові події, що дають змогу отримати мутовані варіанти, які продаються за вищу ціну.